# IGOS
IGOS is een CAD-programma. Het is een Nederlandstalig systeem dat is ontwikkeld voor de Nederlandse lokale overheid. Hierdoor sluit het aan op de ontwerp-, beheer- en analyse werkzaamheden van gemeenten. Het is in 1982 ontwikkeld door het Nederlandse bedrijf NedGraphics in samenwerking met en in opdracht van het Nederlandse Kadaster. In 1982 werd het programma als commercieel product op de markt gebracht.
Het programma onderscheidt zich door het multi-codering concept, het maakt geen gebruik van een lagen model. Bij multi-codering wordt aan één element meerdere object identificaties toegekend en worden coderingen centraal geregistreerd. Dit betekent dat als een codering eenmaal is gedefinieerd, deze codering voor de gehele organisatie bekend is. Hierdoor kan IGOS, voor toepassingen die dit vereisen, altijd een unieke codering genereren.
Doordat coderingen een centrale rol vervullen binnen het gegevensmodel van IGOS werken vrijwel alle applicaties ook met coderingen. Elke applicatie voegt een eigen kenmerk toe aan de coderingen. Hierdoor zijn deze coderingen beschermd, ze kunnen alleen door de applicatie zelf, en niet door andere applicaties worden gemuteerd. 
Gebaseerd op het basis kaartmateriaal dient een objectgericht ruimtelijk model te worden opgebouwd. Met de modules Vlakvorming en Interactief Optimaliseren biedt IGOS de hiertoe benodigde gereedschappen.
IGOS is een modulair CAD systeem waarbij de module Ontwerpen de basis vormt. Het wordt in de back-office gebruikt. Deze basismodule kan worden uitgebreid al naargelang de behoefte en wensen van de gebruikers. Hierdoor wordt het mogelijk om de gewenste functionaliteit op de specifieke werksituatie af te stemmen. Zowel voor afzonderlijke gebruikers, als voor groepen gebruikers binnen een organisatie kunnen instellingen en autorisaties apart worden afgestemd.